# Borkowiny
Borkowiny (Duits: Borkowinnen; 1938-1945: Jarken) is een plaats in het Poolse woiwodschap Ermland-Mazurië, in het district Olecki. De plaats maakt deel uit van de landgemeente Kowale Oleckie.